# Balthasar Beschey
Balthasar Beschey (Amberes, 20 de noviembre de 1708–Amberes, 15 de abril de 1776) fue un pintor, dibujante y pintor decorativo de interiores flamenco. Comenzó su carrera como paisajista pero luego pasó a la pintura histórica y el retrato. Desempeñó un papel destacado en el desarrollo de la Academia de las Artes de Amberes y como profesor.
Es reconocido por su uso característico de suelos a cuadros.

## Biografía
Balthasar Beschey nació en Amberes el 20 de noviembre de 1708. Era hijo de Jacob Beschey y Maria-Theresia Huaert.Balthasar tuvo cuatro hermanos, todos ellos pintores. El más conocido fue el hermano Carel, que fue paisajista. Sus hermanos menores fueron Jacob Andries, que se especializó en escenas religiosas, Jozef Hendrik, que trabajó como retratista en Inglaterra bajo el seudónimo de Francis Lindo, y Jan Frans, que se estableció como pintor y marchante de arte en Londres. 

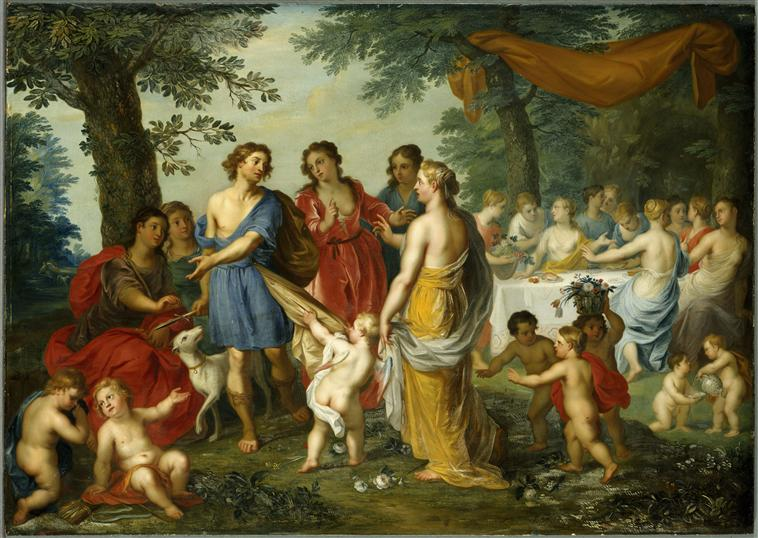
Venus y Adonis

Balthasar Beschey estudió pintura con el poco conocido Pieter Strick. Se convirtió en maestro en la Guilda de San Lucas de Amberes el 25 de noviembre de 1752. Se casó con Johanna Catharina Rosa Pauwels el 14 de enero de 1753.Fue profesor y desde 1755 director de la Academia de las Artes de Amberes. Fue decano de la Guilda de San Lucas en 1775/76.

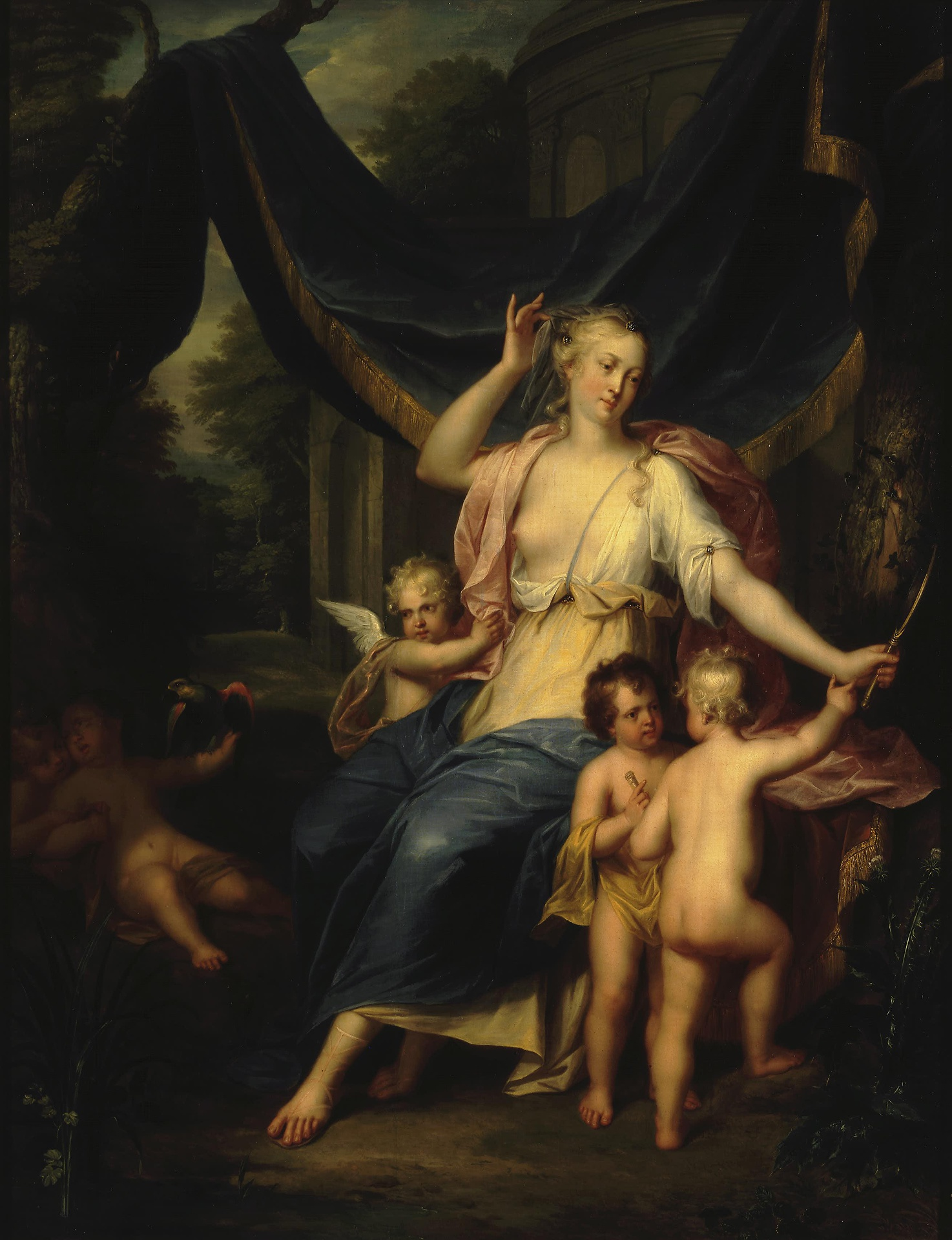
Alegoría de la vista y el sentido del tacto

Balthasar Beschey tenía en Amberes un local de restauración y comercialización de arte.Gracias a sus conexiones en Inglaterra a través de su hermano Jan Frans, exportó pinturas flamencas a aquel país. Existe registro de un envío de 9 pinturas por un valor total de 270 florines, que en 1751 mandó a su hermano en Londres. 
Fue profesor de Hendrik-Jozef Antonissen, Andries Cornels Lens y Pieter Jozef Verhaghen.  Es posible que fuera alumno suyo su sobrino, también llamado Balthasar, hijo de su hermano Joseph Hendrik quien estuvo activo en Inglaterra. Este Balthasar el Joven después se estableció como retratista en Ámsterdam y sus obras han sido atribuidas erróneamente a su tío.

## Obra

### General
Balthasar Beschey durante la primera mitad de su carrera pintó sobre todo paisajes, pero luego pasó a los temas históricos y el retrato . También produjo varias pinturas de género.A menudo siguió y hasta copió el trabajo de Rubens y van Dyck en sus pinturas históricas, y el de Jan Brueghel el Viejo en sus paisajes. Una composición religiosa que no deriva de Rubens es La liberación de San Pedro de sus cadenas, pintada para una iglesia clandestina de Ámsterdam.

### Escenas de género
El Museo del Hermitage tiene dos pinturas de género de Beschey que representan los cinco sentidos, un tema popular en el arte flamenco. Christie's vendió otro par de escenas de género en su subasta del 30 de marzo de 2015 en París (lote 15), que representan respectivamente un mercado de pescado y una escena de la Commedia dell'Arte.

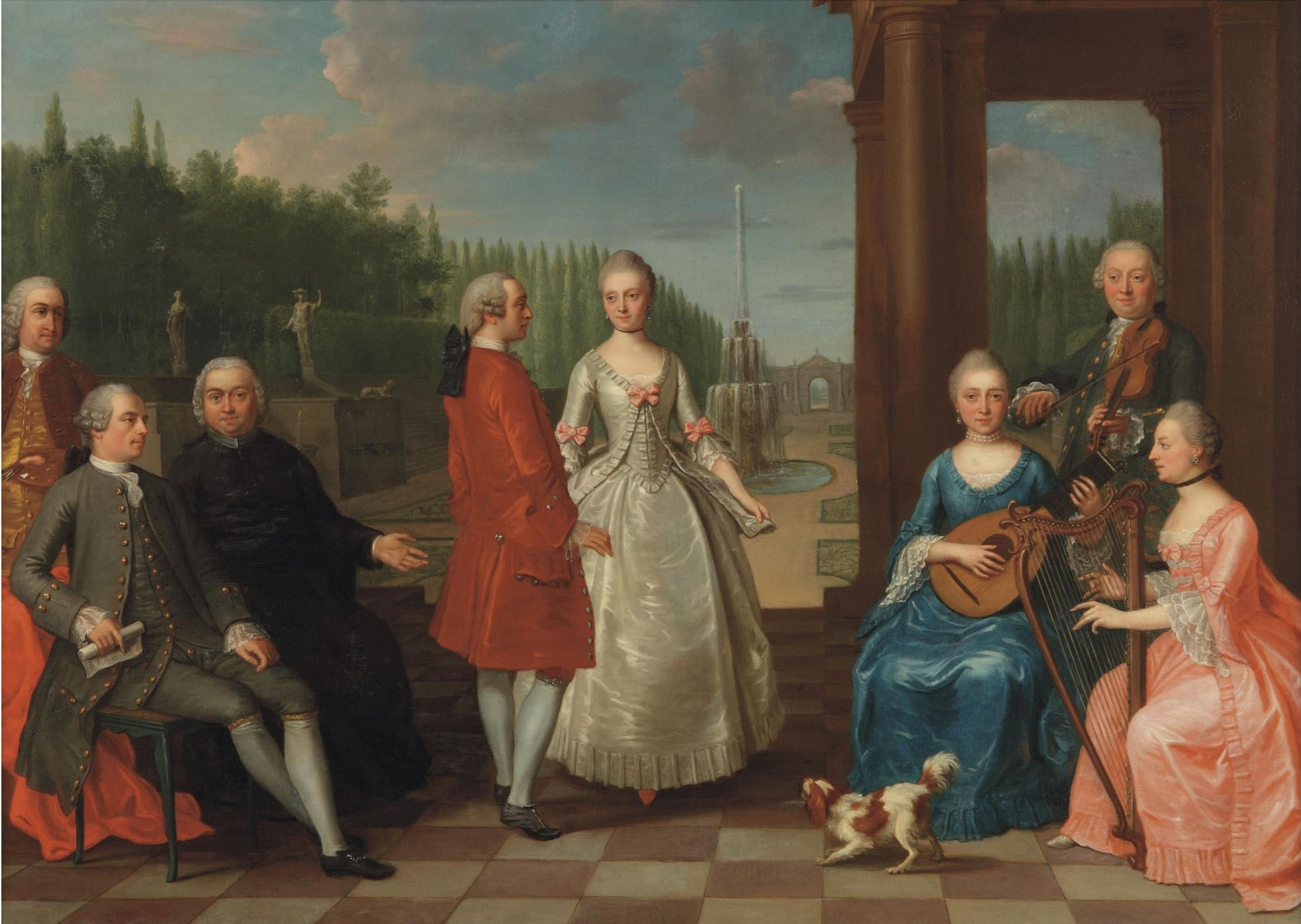
Retrato de Jacques-Jean Cremers y su esposa, bailando, en una terraza-jardín

### Retratos
Balthasar Beschey pintó retratos individuales y de grupos. En su Autorretrato (Museo Real de Bellas Artes de Amberes), que el artista donó en 1763 a la Academia de Amberes, se pintó de manera extravagante con el brazo derecho reposado en el respaldo de una silla y una gran paleta en su mano izquierda. En el retrato se lo ve trabajando en la composición de unas figuras, pero no queda claro sobre qué tema está pintando. Podría ser una Venus con Cupido o una alegoría, quizá de las bellas artes. La obra es muy similar en estilo a los retratos franceses de entonces. Beschey también está a la moda francesa, con su chaqueta de seda amarilla con volantes y su peluca empolvada.
Beschey pintó un par de retratos familiares de dos generaciones de la familia Cremers, uno que representa a la familia en un escenario al aire libre tocando música y el segundo que representa la boda de los padres Cremer, donde todos están sentados haciendo música. En primero, Jacob Johannes Cremers está sentado en el lado izquierdo, entre un clérigo y el artista, que se autorretrata de pie con una paleta en la mano.

## Obras selectas
Museo Real de Bellas Artes de Amberes :
- Muerte de Cleopatra (originalmente catalogada como obra de Rubens)

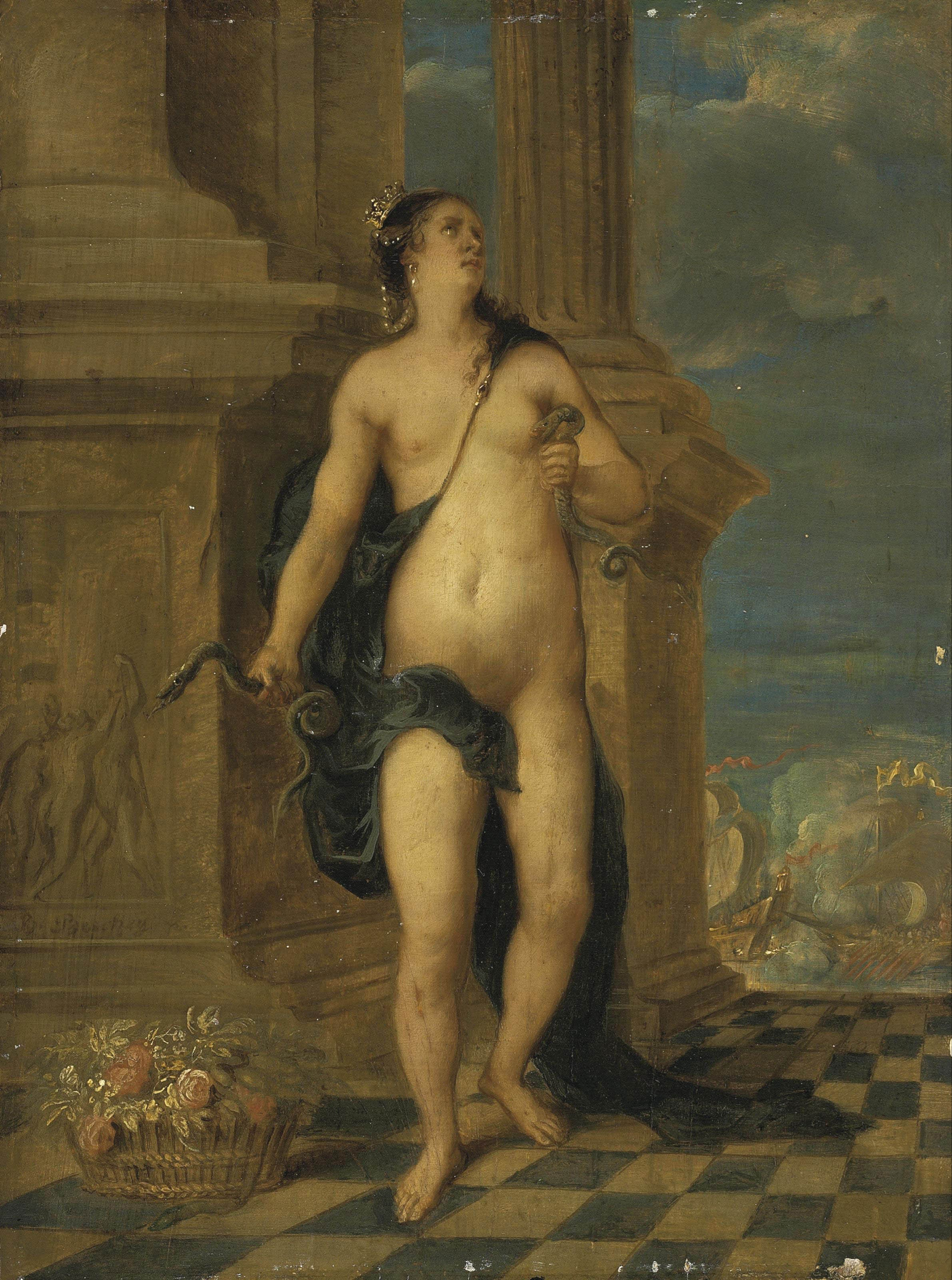
La muerte de Cleopatra

- José vendido por sus hermanos (firmado y fechado en 1744).
- Los hermanos intentan comprarle maíz a José, virrey de Egipto (firmado y fechado en 1744).
- Ermitaño orando (Museo Nacional de Varsovia)

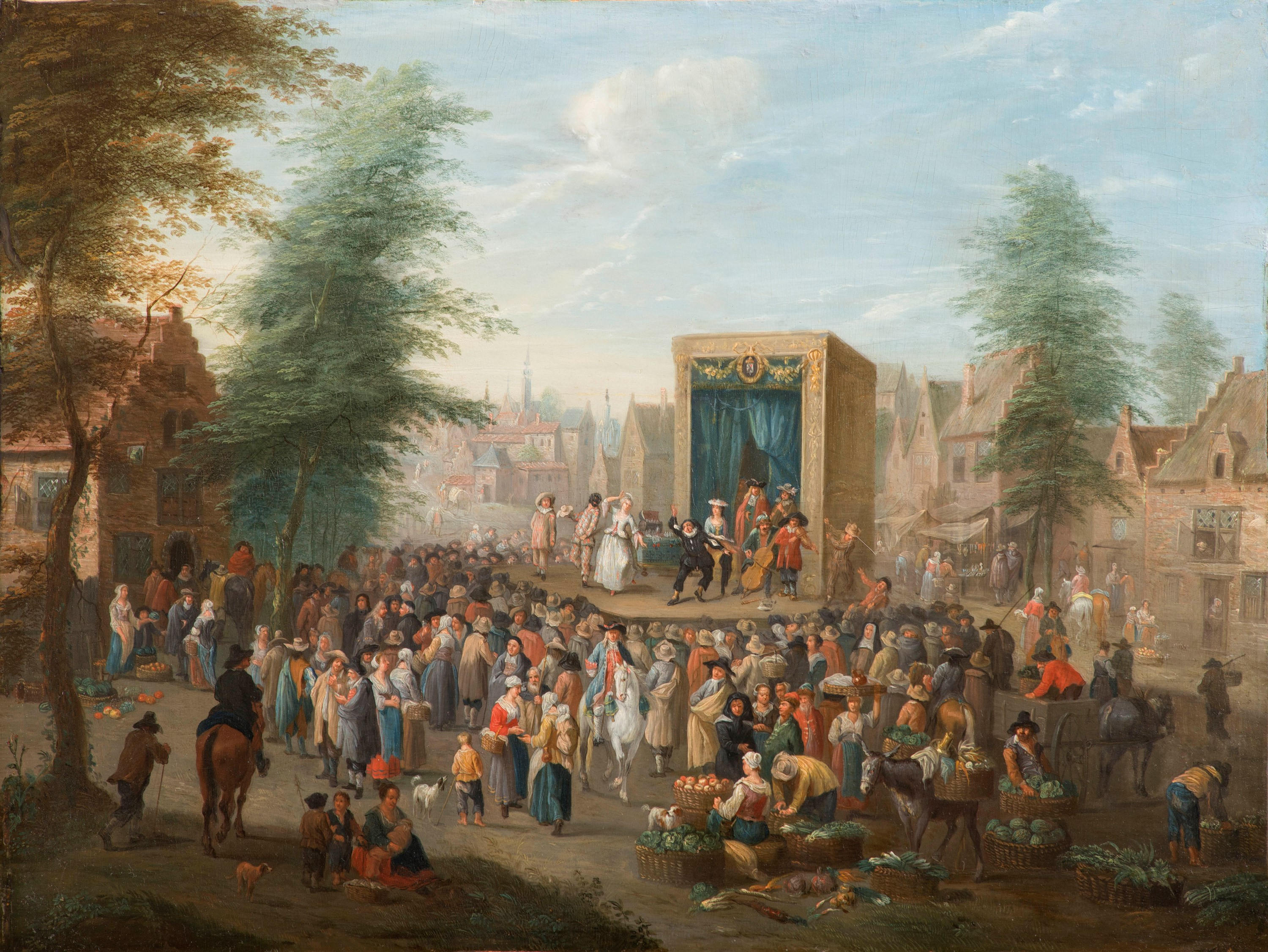
La Commedia dell'Arte

- Autorretrato (firmado y donado por el artista a la Academia de Amberes en 1763).
- Retrato del pintor Martín Joseph Geeraerts .

Louvre, París:
- Retrato de una familia (firmado y fechado en 1731).

Hermitage, San Petersburgo :
- Los cinco sentidos. Alegoría de la vista y el sentido del tacto. Firmado y fechado: B. BESCHEIJ, 1733.
- Los cinco sentidos. Alegoría del oído, el gusto y el olfato. Firmado y fechado: B. BESCHEIJ.

Museo Nacional de Azerbaiyán, Bakú, Azerbaiyán
- Venus y Adonis